# Radwang
Radwang ist ein Gemeindeteil der Großen Kreisstadt Dinkelsbühl im Landkreis Ansbach (Mittelfranken, Bayern). Radwang liegt in der Gemarkung Neustädtlein.

## Geografie
Das Dorf liegt etwa einen halben Kilometer südlich der Siedlungsgrenze von Dinkelsbühl jenseits des Taleinschnitts des Walkenweiherbachs, eines rechten Zuflusses der Wörnitz, am Gegenhügel im Naturschutzgebiet Walk-/Gaisweiher. Die Weiher werden zur Fischzucht genutzt. Gemeindeverbindungsstraßen führen nach Sittlingen (1 km südlich), an der Walkmühle vorbei nach Dinkelsbühl (0,8 km nördlich), nach Hohenschwärz (1,1 km südwestlich) und nach Sankt Ulrich (1 km südlich).

## Geschichte
Die Fraisch über Radwang war strittig zwischen dem oettingen-spielbergischen Oberamt Mönchsroth und der Reichsstadt Dinkelsbühl. Die Dorf- und Gemeindeherrschaft sowie die Grundherrschaft über alle Anwesen hatte die Reichsstadt Dinkelsbühl. Gegen Ende des 18. Jahrhunderts gab es 7 Anwesen (evangelische Kirchenpflege: 1 Gut; Ratsamtspflege: 2 Güter, 1 Häuslein; Siechenpflege: 2 Güter; Spital: 1 Hof).
Im Jahr 1809 wurde Radwang infolge des Gemeindeedikts dem Steuerdistrikt und der Ruralgemeinde Villersbronn zugeordnet. Mit dem Zweiten Gemeindeedikt (1818) wurde der Ort neu gebildeten Ruralgemeinde Knittelsbach zugewiesen. Am 1. April 1971 wurde Radwang im Zuge der Gebietsreform in Bayern nach Dinkelsbühl eingegliedert.

### Baudenkmäler
- Haus Nr. 11: ehemaliges Flachsbrechhaus, erdgeschossiger Bruchsteinbau mit Satteldach, 18./19. Jahrhundert[10]
- Brücke über den Walkweiher-Bach, zweibogig, Anfang 18. Jahrhundert[10]

### Einwohnerentwicklung
| Jahr      | 001818 | 001840 | 001861 | 001871 | 001885 | 001900 | 001925 | 001950 | 001961 | 001970 | 001987 | 002008 |
| Einwohner | 82     | 61     | 71     | 52     | 54     | 58     | 57     | 59     | 64     | 62     | 58     | 60     |
| Häuser    | 10     | 13     |        |        | 10     | 10     | 10     | 10     | 11     |        | 12     |        |
| Quelle    | [ 7 ]  | [ 12 ] | [ 13 ] | [ 14 ] | [ 15 ] | [ 16 ] | [ 17 ] | [ 18 ] | [ 19 ] | [ 20 ] | [ 21 ] |        |

## Religion
Der Ort ist seit der Reformation evangelisch-lutherisch geprägt und bis heute nach St. Vinzenz (Segringen) gepfarrt. Die Katholiken sind nach St. Georg (Dinkelsbühl) gepfarrt.